# Мікко із Тампере просить поради
«Мікко із Тампере просить поради» — радянсько-фінський художній фільм 1986 року, знятий режисерами Юрієм Чулюкіним і Георгієм Кушніренком на студії «Yleisradio» та Творчому об'єднанні «Екран».

## Сюжет
Про дружбу між радянськими артистами, що гастролюють Фінляндією, і фінськими дітьми, учасниками самодіяльного музичного ансамблю міста Тампере.

## У ролях
- Еско Ройне — Віллі Віртанен
- Улла-Майя Сіїкавіре — Тіїна Віртанен
- Ніклас Вайніо — Мікко
- Раймо Грьонберг — Хеймо Ніємі
- Улла Тапанінен — Памела Ніємі
- Хета Хюттінен — Ніна Ніємі
- Анне Вєскі — Анне Вескі
- Амаяк Акопян — Амаяк Акопян
- Юрій Куклачов — Юрій Куклачов (озвучив М. Кононов)
- Рікі Сорса — камео
- Марті Сурія — роль другого плану
- Павло Винник — Нікітін, старший інспектор ДАІ, капітан
- Юкка Сіпіля — Моррі
- Юкка Воутілайнен — Юлермі Лааксо
- Харрі Кулмала — Лассе
- Олена Куклачова — Олена
- Маргарет фон Бар — камео

## Знімальна група
- Режисери — Юрій Чулюкін, Георгій Кушніренко
- Сценаристи — Юрій Чулюкін, Георгій Кушніренко
- Оператори — Євген Анісімов, Пекка Богель
- Композитор — Олександр Раскатов